# Naajaat
Naajaat ("Mågeungerne") er en bygd i Vestgrønland med ca. 53 indbyggere (2014) beliggende på en mindre ø af samme navn ca. 40 km nordøst for Upernavik i Avannaata Kommune. Den vigtigste indtægtskilde er fiskeri efter hellefisk.
Der er en ansat i servicehuset i Naajaat, en rengøringsmedarbejder og en pedel. Der er to hjemmehjælpere. Nukissiorfiit har en ansat, og der er privatejet natrenovation. Der er en lærer, en rengøringsmedarbejder og en pedel på skolen, der også benyttes som kirke og forsamlingshus. Der er ingen butik i Naajaat - den nærmeste butik og posthus ligger ca. 10 km mod nordvest i Innaarsuit. Havet omkring Naajaat er et stort fiskeriområde, men de lokale fiskere må sejle til Innaarsuit for at sælge deres fangst.